# Șaten

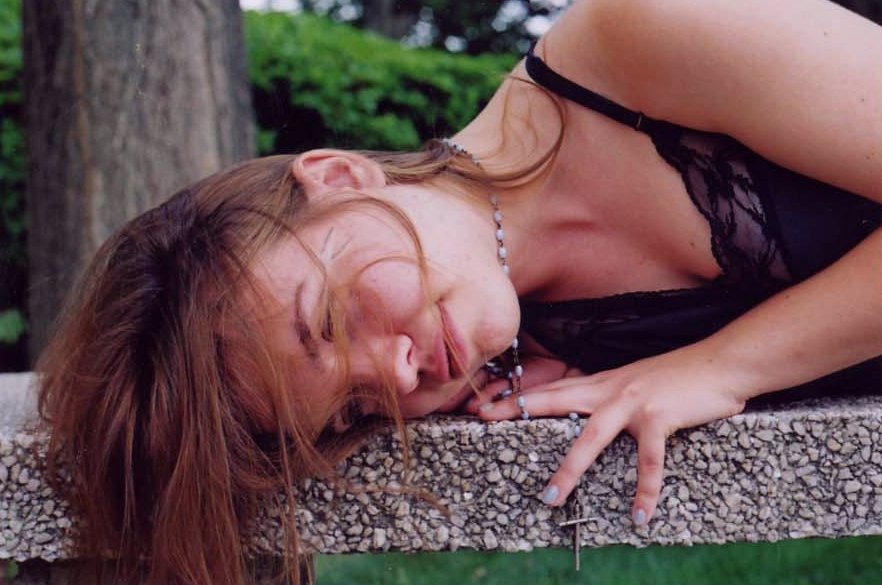
O femeie tânără cu păr șaten

Culoarea șaten este o culoare folosită pentru a descrie culoarea castanie a părului. Cuvântul șaten este preluat din franceza châtain,  derivat din châtaigne = castan, fructul castanului. Culoarea șaten poate fi deschisă sau închisă. Multe persoane de culoare albă a pielii se nasc cu părul blond, apoi părul lor se întunecă devenind șaten sau brun în adolescență, iar adulții păstrează culoarea șaten sau brună a părului toată viața. În engleză pentru culoarea șaten a părului se folosește termenul chestnut hair care este o variantă a părului brun (brown hair).  Părul șaten a apărut acum 50 mii de ani primele persoane având ochii verzi și părul șaten,pielea albă.Aceste persoane sunt sensibile la căldură,radiațele solare și durere,fiind predispuse la arsuri pe piele.Persoanele cu părul șaten și ochii verzi au o genă mai longevivă.Posesorii cu părul șaten sunt pe cale de dispariție datorită schimbărilor climatice dar mai ales din cauza amestecului genetic cu alte persoane.Dacă o femeie șatenă are copil cu un bărbat brunet,copilul va avea părul brunet și ochii negri ori căprui deoarece gena brunetă este mult mai dominantă și mai tânără, bruneții cu pielea albă apărând acum 11.000 ani în Europa,pe când șatenii cu pielea albă apărând acum 51.000 de ani,fiind ce-a mai bătrână specie.Roșcații apărând acum 31.000 ani iar blonzii apărând acum 13.000 ani.